# Павловский район (Оренбургская область)
Павловский район — административно-территориальная единица в составе Оренбургской и Чкаловской областей, существовавшая в 1935—1959 годах. Административный центр — село Павловка.
Павловский район был образован в январе 1935 года в составе Оренбургской (в 1938—1957 — Чкаловской) области.
По данным 1945 года включал 12 сельсоветов: Андреевский, Архангельский, Белоусовский, Бродецкий, Зубаревский, Ключи-Рычковский, Павловский, Оренбургский, Рычковский, Сергеевский, Струковский и Чернореченский.
3 апреля 1959 года Павловский район был упразднён, а его территория передана в Переволоцкий район.